# Vía Annia
La Vía Annia era la calzada romana de la región del Véneto, en el noreste de Italia. Discurría por las llanuras bajas del bajo río Po y de las regiones del bajo Véneto y Friuli-Venecia Julia, una zona con numerosos ríos y grandes zonas pantanosas, y que bordeaba las lagunas costeras. Unía Atria (la actual Adria) con Aquilea, pasando por Patavium (la actual Padua). Luego llegaba a la costa continental de la Laguna de Venecia, cerca de la actual Mestre, y pasaba por Altinum. Después, atravesaba Iulia Concordia (la actual Concordia Sagittaria), que se encontraba más al interior. Estaba pavimentada solo en las ciudades principales. El resto era de grava. Tenía entre seis y dieciocho metros de ancho. Desempeñó un papel importante en la romanización de la región.

## Historia
Esta calzada fue construida en la segunda mitad del siglo II a. C. por un magistrado perteneciente a la gens Annia, ya sea Tito Annio Lusco, cónsul en el 153 a. C., quien lideró la segunda columna de soldados a la colonia de Aquilea, o Tito Annio Rufo, pretor en el 131 a. C. Además de la discrepancia cronológica, la atribución de la construcción de la calzada a uno u otro da lugar a la conjetura elegida para su extremo sur: Bononia (la actual Bolonia) para la primera o Atria (la actual Adria) para el segundo. La segunda hipótesis sostiene que la vía era una prolongación de la Vía Popilia (que conectaba Ariminum (la actual Rímini) con Atria, ligándola a Aquileia vía Patavium y Altinum. Esta conjetura se basa en vestigios arqueológicos y en el propio topónimo Agna. Sin embargo, el tramo de Atria a Patavium no se menciona en los itinerarios romanos de los siglos III y IV, quizás porque su importancia era secundaria. Tres itinerarios indican los puestos de parada (mansiones, plural de mansio) entre Patavium y Aquileia. Después de Patavium la vía llegaba a la mansio de Ad Duodecimum, que se ha identificado con Sambruson del Dolo y luego seguía la costa continental de la Laguna de Venecia con las mansiones de Ad Duodecimum, Ad Portum y Ad Nonum.
El camino llegaba entonces a la ciudad portuaria de Altinum, donde había un ramal de la Vía Claudia Augusta, que cruzaba los Alpes y llegaba al limes en el río Danubio, en el sur de Alemania. Después continuaba en paralelo a la costa y pasaba por Iulia Concordia, donde se cruzaba con la Vía Postumia. El Itinerarium Burdigalense indicaba dos paradas después de esta ciudad, mutatio Apicilia y Ad Undecimu. Se han encontrado algunos hitos militares con inscripciones que hacían referencia a la Vía Annia a lo largo de este tramo. El camino terminaba en Aquileia, que se originó como una ciudad fortaleza para defender el norte de Italia de las invasiones del noreste y el este. y se convirtió en una ciudad comercial con un importante puerto fluvial y que conectaba el este de Venecia con Istria, Iulia Emona (la actual Liubliana) y Nórico.
Las mansiones entre Patavium y Altinum podían alcanzarse a través de una ruta a lo largo del río Brenta. Según algunos académicos, estaba a lo largo de la orilla derecha, mientras que otros piensan que estaba a lo largo de la orilla izquierda. Este desacuerdo se debe a las diferencias en las distancias dadas entre Padua y Altino a lo largo de la Vía Annia. Se han encontrado cuatro mojones en este tramo de la carretera. Fueron establecidos por emperadores a lo largo del tiempo, mucho después de que se construyera la carretera. Se han encontrado más en Stanga, en las afueras de Padua, Sambruson, justo antes de la Laguna de Venecia, Campalto, junto a la laguna, y cerca de Altinum. Muchos emperadores y sus ejércitos viajaron a lo largo de esta carretera en el siglo VI d. C. para defender el límite oriental del Imperio. Sus nombres fueron registrados en cinco mojones encontrados a lo largo del tramo Musile di Piave - Ceggia, al este de Altinum, que cruzaba un antiguo brazo del río Piave. Los cimientos de un puente romano de tres arcos aún se pueden ver donde la carretera cruzaba un antiguo brazo del Piave. Al sur de Ceggia se pueden ver dos pilares y varias cabezas de puente de arenisca de tres arcos que cruzaban el tramo ahora extinto del Canalat o antiguo río Piavon. Más al este, la carretera cruzaba el río Livenza en Santa Anastasia, donde las ruinas de un puente se hicieron visibles el siglo pasado. Para llegar a Iulia Concordia, la carretera debía cruzar un pantano, ya que la ciudad en aquel entonces era una isla en este pantano, en el extremo norte de la Laguna de Caorle.
La carretera requería un mantenimiento frecuente debido a las inundaciones, los entornos pantanosos y la hidrografía costera en constante cambio. El tramo desde Porto Menai, Altinum y al sur de Musile di Piave se encontraba en terrenos elevados debido a la propensión a las inundaciones. La carretera discurría por calzadas elevadas sobre el nivel de las marismas a través de tramos de marismas en el valle bajo del Po. Se han encontrado los estribos de varios puentes de piedra. Uno cruzaba el canal de Grassaga y fue descubierto en 1922. Otro cruzaba el antiguo cauce del río Bidoggia. Algunos tramos de la carretera nunca dejaron de utilizarse. Otros se perdieron por completo que solo se han identificado con precisión con el desarrollo de la fotografía aérea. Uno de estos tramos de la Vía Annia es el que pasa por San Donà di Piave.
El camino fue abandonado debido a la acumulación de depósitos aluviales y la expansión de pantanos que cubrían su trazado en varios tramos y también a una disminución de la población en el área como consecuencia de las invasiones bárbaras.